# Бенетти, Адриана
Адриана Бенетти (4 декабря 1919 — 24 февраля 2016) — итальянская актриса.

## Биография
Родилась в Кваччо, в восточной части Феррары. Окончила Istituto Magistrale своего города, затем перебралась Рим, где была принята на обучение в Экспериментальный центр кинематографии Во время просмотра её курса была отобрана Витторио де Сикой, и в 22 года дебютировала в его фильме Тереза-Пятница(1941), в главной роли.
Затем появилась в знаменитой картине Алессандро Блазетти Четыре шага в облаках (1942), впервые в качестве партнёрши Джино Серви, и в драме Луиджи Дзампы C'è sempre un ma! (тоже 1942). Ей довелось поработать с Андреа Чеччи и Альдо Фабрицци в романтической комедии 1942 года Avanti c'è posto…, с Массимо Серато и Витторио Саниполи в комедии Марио Сольдати 1943 года Quartieri alti.
После Второй Мировой войны, в 1945 году Адриана Бенетти приняла участие в двух мюзиклах, сначала как партнёрша Джино Беки в «Вернись в Сорренто» (Torna a Sorrento), затем в паре с оперным певцом Тито Гобби в «О, моё солнце» (O sole mio). Позже Бенетти снялась с Фоско Джакетти в фильме «Солнце Монтекассино» (Il sole di Montecassino, 1945), и с Эдуардо и Титиной Де Филиппо в комедии «Один из толпы» (Uno tra la folla, 1946).
Она была также приглашена режиссёром Гоффредо Алессандрини на роль в картине Фурия (1947), где одним из её партнёров по съёмочной площадке стал Роззано Блацци, а вторым — снова Серви. Затем Бенетти опять встретилась с Фабрицци в драме Джорджо Феррони «Томболо, чёрный рай» (Tombolo, paradiso nero), того же года.
В 1950 году ей посчастливилось поработать с Тото в комедии «47 говорящих мертвецов» (47 morto che parla).
Среди других примечательных работ актрисы 1940-х годов можно назвать сотрудничество с Бернаром Блие и Жераром Филипом на съёмках романтической трагикомедии Марка Аллегре 1947 года Les Petites du quai aux; с Андре Кайатом в криминальной драме Лючио Де Каро Manù il contrabbandiere (1947),а также участи в испанских и аргентинских лентах.
Работала в амплуа инженю, и в 1950-х годах её кинематографические появления постепенно сходят на нет, так как играть восемнадцатилетних девушек становится всё труднее, а на более возрастные роли её не приглашают. Последним её появлением на экране стала роль Риты в комедии 1957 года A vent’anni è sempre festa.
Из-за ауры инженю, неизменно преследовавшей актрису в течение кинокарьеры, в 1947 году она шокировала всю Италию, снявшись в бикини для еженедельной газеты Tempo illustrato.

## Фильмография
- Тереза-Пятница, реж.:Витторио Де Сика (1941)
- C'è sempre un ma!, реж.: Луиджи Дзампа (1942)
- Before the Postman, реж.: Марио Боннар (1942)
- Четыре шага в облаках, реж.: Алессандро Блазетти (1942)
- Gente dell’aria, реж.: Эзодо Прателли (1942)
- I quattro di Bir El Gobi, реж.: Джузеппе Ориоли (1942)
- In High Places, реж.: Марио Сольдати (1943)
- Rondini in volo, реж.: Луиджи Капуано (1943)
- Tempesta sul golfo, реж.: Дженнаро Ригелли (1943)
- O sole mio, реж.: Джакомо Джентиломо (1945)
- Il sole di Montecassino, реж.: Джузеппе Мария Скотезе (1945)
- Torna a Sorrento, реж.: Карло Людовико Брагалья (1945)
- Inqueitudine, реж.: Витторио Карпиньяон и Эмилио Кордеро (1946)
- Uno tra la folla, реж.: Эннио Керлези (1946)
- Fury, реж.: Гоффредо Алессандрини (1947)
- Tombolo, paradiso nero, реж.: Джорджо Феррони (1947)
- Manù il contrabbandiere, реж.: Лучио Де Каро (1947)
- Llegada de noche, реж.: J.A. Niever Condé (1949)
- Neutralidad, реж.: Эусебио Фернандез Ардавин (1949)
- 47 morto che parla, реж.: Карло Людовико Брагалья (1950)
- La mujer de nadie, реж.: Гонзало Дельграс (1950)
- Последние дни Помпеи, реж.: Марсель Л’Эрбье и Паоло Моффа (1950)
- Donde comienzan los pantanos, реж.: Антонио Бер Чиани (1952)
- Las aguas bajan turbias (I desperados della jungla verde), реж.: Хьюго дель Карриль (1952)
- The Two Orphans, реж.: Джакомо Джентиломо (1954)
- Le diciottenni, реж.: Марио Маттоли (1955)
- A vent’anni è sempre festa, реж.: Витторио Дьюзе (1957)